# Міхал Антоній Сапіга
Міхал Антоній Сапіга гербу Лис (нар. 10 чи 12 березня 1711, Кенігсберг — пом. 11 жовтня 1760, Слонім) — державний і культурний діяч Великого князівства Литовського та Речі Посполитої; ловчий великий литовський (1739), воєвода підляський (1746), підканцлер литовський (1752); перекладач трагедій і поет.

## Життєпис
Народився Міхал Антоній, за різними даними, 10 чи 12 березня 1711 року в Кенігсберзі. Був наймолодшим сином маршалка великого литовського Александра Павла Сапіги та маркізи Марі Крістін де Бетюн, доньки французького посла Франциска Ґастона де Бетюна, племінниці королеви Марії Казимири. Мав братів Казімєжа Леона та Юзефа Станіслава.
Перші роки життя провів у Кенігсберзі, де на той час проживала велика частина родини Сапігів, яка підтримувала Станіслава Лещинського, і через це була позбавлена посад і права на проживання на батьківщині королем Августом II. Вперше він відвідав Польщу 1716 року, проте повернувся до столиці Пруссії на навчання протягом 1724–1725.
Політичну кар'єру Міхал Антоній розпочав 1730 року, отримавши від батька титул старости ґульбінського (продав його 1742 року). 1731 року отримав право на частину маєтків Радзивілів (Нойбурзьких), був обраний депутатом Головного трибуналу Великого князівства Литовського. 1732 року обирався послом на сейм від Смоленського воєводства. Родинні зв'язки з прибічниками Станіслава Лещинського призвели до арешту російськими військами Міхала Антонія та його першої дружини в другій половині 1733 року та їх депортації й ув'язнення в Ризі. Вони були звільнені в серпні 1734 року завдяки поруці Міхала Сервація Вишневецького.
Протягом 1737–1739 років Міхал Антоній брав активну участь у роботі комісії щодо збільшення війська, безрезультатно намагався обкласти податком на його утримання радзивілівські «Нойбурзькі маєтки». Завдяки вдалим шлюбам значно збільшив свої маєтки, зблизився із магнатською партією Чорторийських Фамілією та став одним із найбільш заможних магнатів Великого князівства Литовського. 31 березня 1739 року отримав посаду ловчого великого литовського, а згодом став старостою яловським і остринським (у наступних роках став також старостою рабштинським, тухольським, вовковиським і кальварійським). 1740 року разом із братом Юзефом Станіславом отримали згоду на опіку над малолітніми племінниками Александром Міхалом і Міхалом Ксаверієм. 1743 року Міхал Антоній був обраний маршалком Головного трибуналу Великого князівства Литовського. 1744 року був нагороджений орденом Білого Орла.
26 листопада 1746 року король призначив Міхала Антонія підляським воєводою. Цього ж року був послом на сейм від Слонімського повіту. Від 1749 року співпрацював дуже тісно з Фамілією, будучи її представником у Головному трибуналі. Завдяки старанням тестя, великого канцлера литовського Міхала Фридерика Чарторийського, отримав 8 жовтня 1752 року посаду підканцлера литовського.
1756 року був одним з ініціаторів відновлення повітових переписів і Генерального з'їзду ВКЛ. 1757 року працював над перемир'ям між Чорторийськими і Радзивілами, внаслідок чого зблизився з останніми. Намагалися балансувати між цими двома групами. Зважаючи на загострення ситуації в Литві через початок Семирічної війни, Міхал Антоній вирішив розірвати відносини з Фамілією та розпочати незалежну політичну кар'єру. На початку 1757 року отримав завдяки підтримці росіян староство мстиславське, яке літом того ж року віддав своєму клієнтові Міколаєві Лопацінському. Остаточно він став незалежним від Чорторийських під кінець 1758 року. До смерті зберігав нейтральну політичну позицію, продовжуючи роботу у Головному трибуналі.
Міхал Антоній був шанувальником мистецтва. Захоплювався літературою, збирав книги та рукописи, проєктував збірку дипломатичних трактатів, фінансував деякі видавничі проєкти, зокрема вихід друком «Аргеніди» Джона Барклая в перекладі о. Валеріана Вишинського (йому присвячене це видання). З 1753 року він вносив значні кошти на будівництво монастиря бернардинів у Слонімі, а 1759 року разом із дружиною фінансово підтримали спорудження нових вівтарів у місцевому костелі бернардинів. Крім того, вони розширили та перебудували свої резиденції із залученням відомих митців, зокрема, придворного архітектора Яна Клеменса Браницького — Яна Генрика Клемма, який перепланував резиденцію у Варшаві на вул. Римарській, у Слонімі та Деречині. У столичній резиденції також працював садівник Карл Георг Кнакфус, який проєктував сад, а також видатний скульптор Йоганн Хризостом Редлер, який створив для цього саду трельяжні скульптури.
Помер від туберкульозу 11 жовтня 1760 року в Слонімі. Був похований у родинній гробниці Сапіг у костелі Березовського монастиря.

## Сім'я
29 червня 1733 року зі старостянкою бобруйською, далекою кузиною Катажиною Аґнєшкою Людвікою, донькою Яна Казімєжа Сапіги. Мав із нею двох дітей, які померли у молодому віці.
Після розірвання першого шлюбу (1745), вдруге одружився того ж року зі вдовою за Міхалом Вишневецьким Теклею Ружею Радзивіл, котра померла двома роками пізніше.
21 листопада 1748 року одружився втретє з Юзефою Александрою Огінською з Чарторийських. У двох останніх шлюбах дітей не мав, тому не залишив потомства.

Дружини Міхала Антонія Сапіги
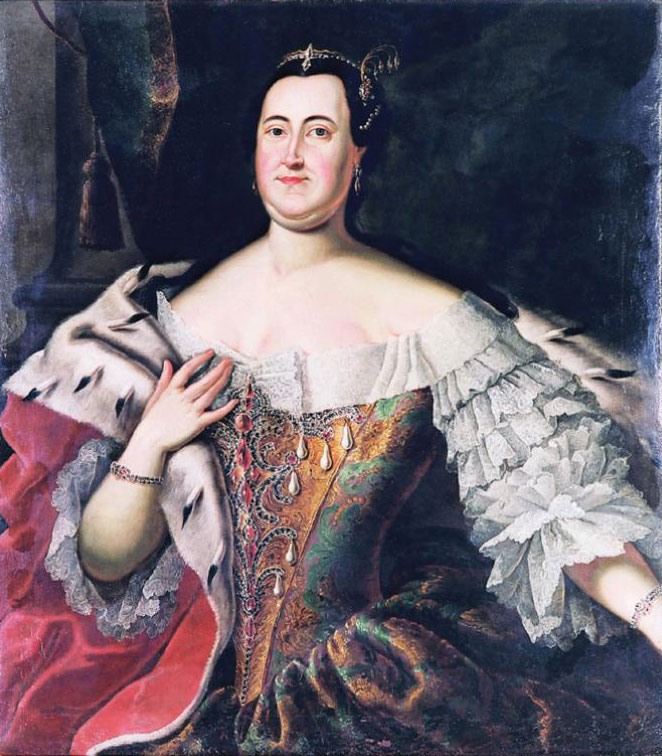
Катажина Аґнєшка Людвіка
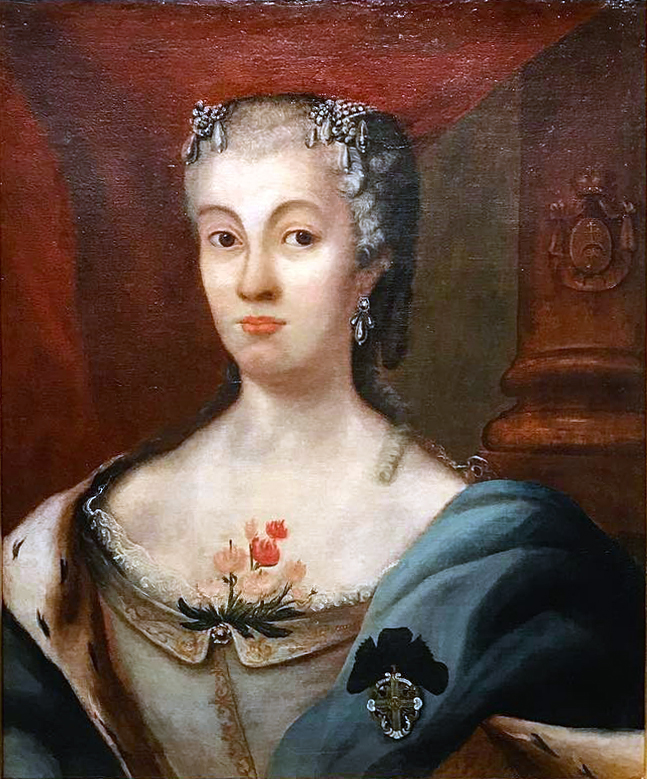
Текля Ружа
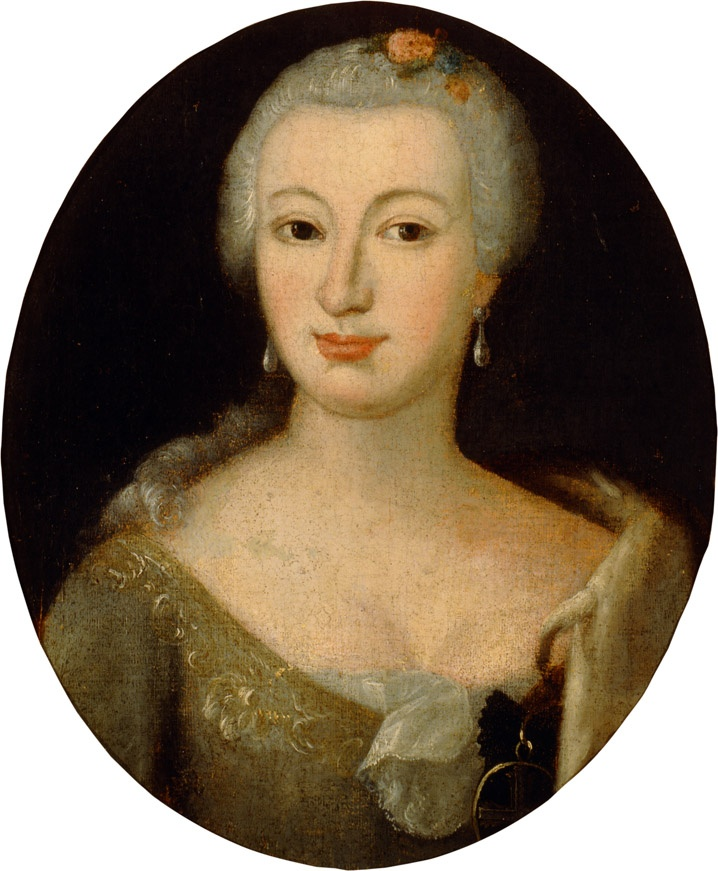
Юзефа Александра

## Творчість

### Переклади
Переклав та видав польською мовою трагедію Вольтера «Заїра» та трагедію «Лісимах», у виданнях розмістив також власні вірші.
1. Tragedia Zairy i Orozmana, przez Woltera francuskim wierszem pisana, teraz zaś ojczystym językiem przetłumaczona, (бл. 1747), вид. у Вільно 1753; наступне видання: Tragedia Zairy i Orozmana, wprzód francuskim wierszem przez Woltera pisana, teraz zaś na ojczysty język przez M. S. P. W. X. L. wierszem przełożona. Z przydatkiem niektórych tłumaczącego autora wierszów do druku podana, Wilno 1753, wyst. Nieśwież 6 stycznia 1757; рукопис: Ossolineum, sygn. 5359/II, s. 47–52 (fragm.); до другого видання додана передмова «До читача»
2. Lizymach, tragedia, i niektórych zbiór rytmów, tak własną pracą autora skoncypowanych, jako też z innych języków na ojczysty wiersz przełożonych, do druku podany, Wilno 1755; авторство ймовірне.

За інформацією Ю. І. Крашевського, Міхал Антоній Сапіга він також мав перекладати й видавати «Генріаду» Вольтера (інформація ніким більше не підтверджена, видання невідоме). Натомість деякі дослідники помилково приписують йому переклад драми Едварда Мура «Гравець», хоча його зробив Казимир Нестор Сапіга.

### Листи
1. До невідомого адресата 3 листи 1740—1744 років, рукопис: Biblioteka Jagiellońska, sygn. 6147 IV, t. 14, s. 53–58
2. До Августа III зібрання від 1750 року, рукопис: Biblioteka Czartoryskich, sygn. 687
3. До Яцека Оґродського[pl] за 1752—1754 роки, рукопис: Biblioteka Czartoryskich, sygn. 705
4. Фрагменти кореспонденції 1755—1758 років, рукопис: Biblioteka Narodowa (BOZ, sygn. 939)
5. До Адама Малаховського[pl] 2 листи 1756 року, рукопис: Ossolineum, sygn. 11836/II
6. Кореспонденція з Владиславом Лубенським за 1759–7160 роки (4 листи), рукопис: Ossolineum, sygn. 353/II 32, 48
7. Кореспонденція з В. П. Жевуським, рукопис: Ossolineum, sygn. 249/II
8. Від брата, Юзефа Станіслава; огляд у: Sapiehowie. Materiały historyczno-genealogiczne… t. 3, Petersburg 1894, s. 295—298; фрагменти тих листів цитує Юліян Бартошевич у часописі «Kłosy» 1871 nr 291.

Крім того, листи до Сапіги та документи в рукописах (серед інших): Biblioteka Jagiellońska, sygn. 5981, 6636 II; Biblioteka PAN Kraków, sygn. 361; Biblioteka Uniwersytetu Warszawskiego, sygn. 97-98.